# Marek Nonnenmacher
Marek Nonnenmacher (1653, Kostnice ve Švábsku – 2. května 1720, Praha) byl pražský dvorní truhlář a řezbář, zeť dvorního truhláře Abrahama Stolze.
V roce 1710 vydal vzorník nábytku Der architektonische Tischler oder Pragerisches Säulenbuch, který vyšel znovu ještě v roce 1751.
Kromě jiných prací jsou od něj hlavní a dva boční oltáře děkanského kostela sv. Mikuláše v Lounech. Jejich modely, které vyřezal jako součást smlouvy o dílo, jsou dnes v Národním muzeu.

## Vzorník

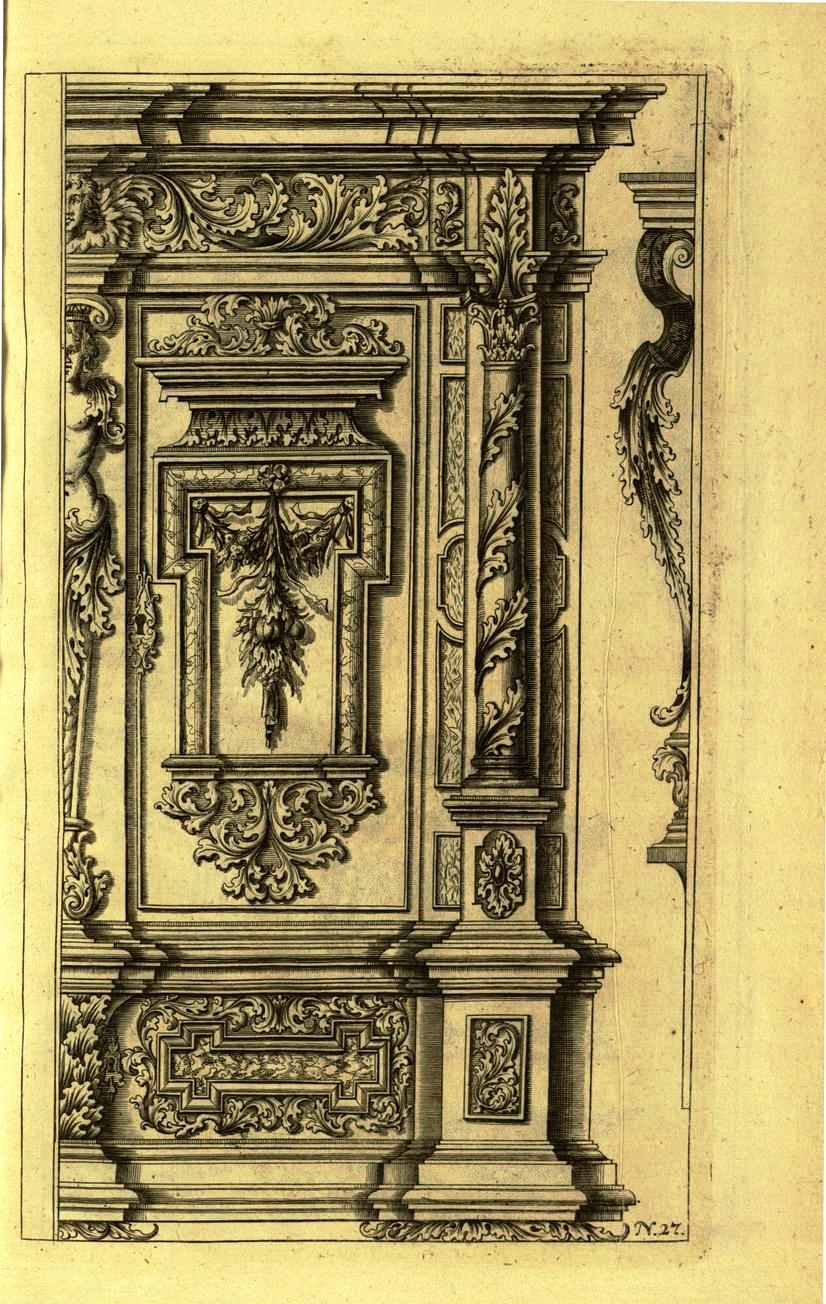
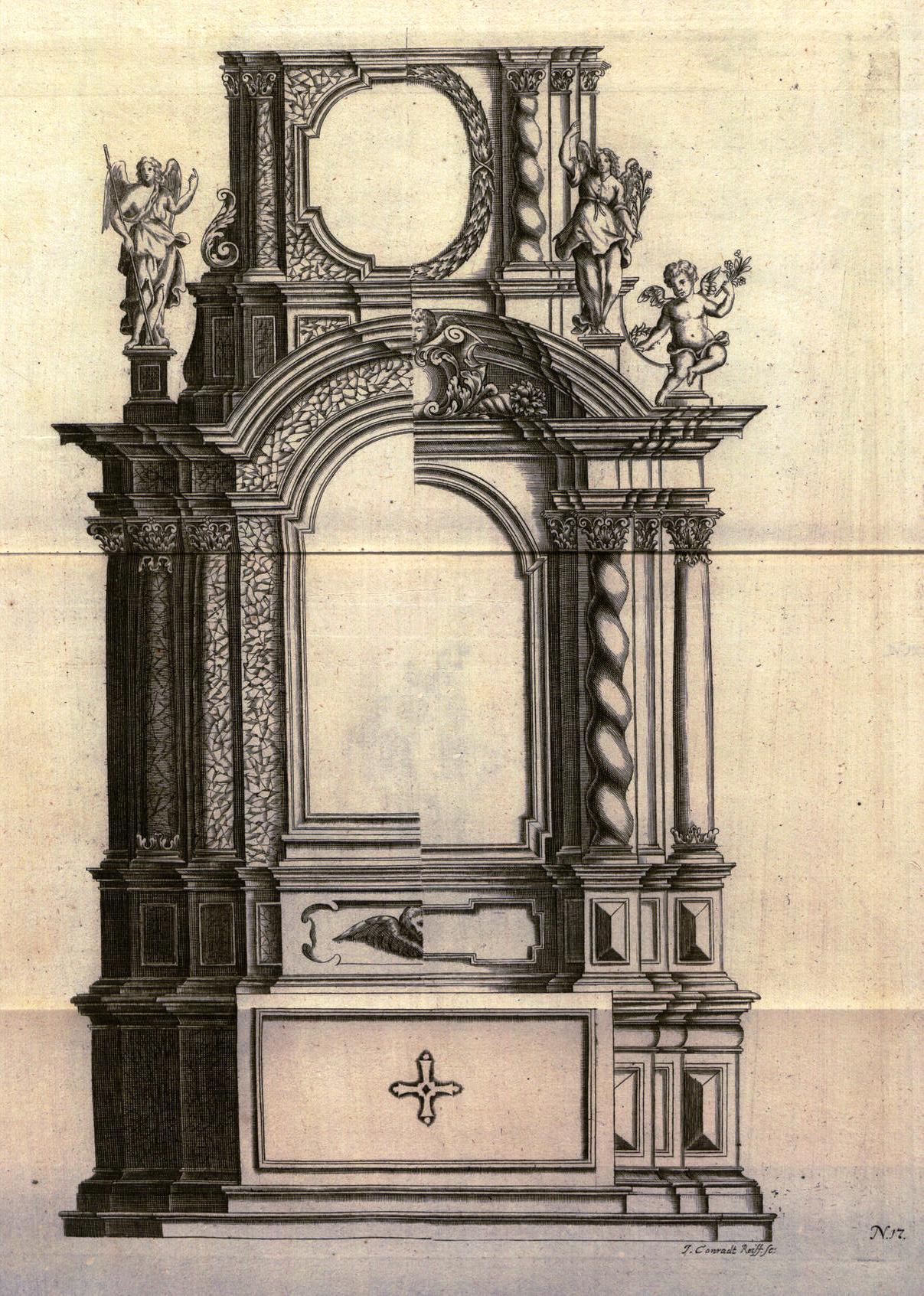
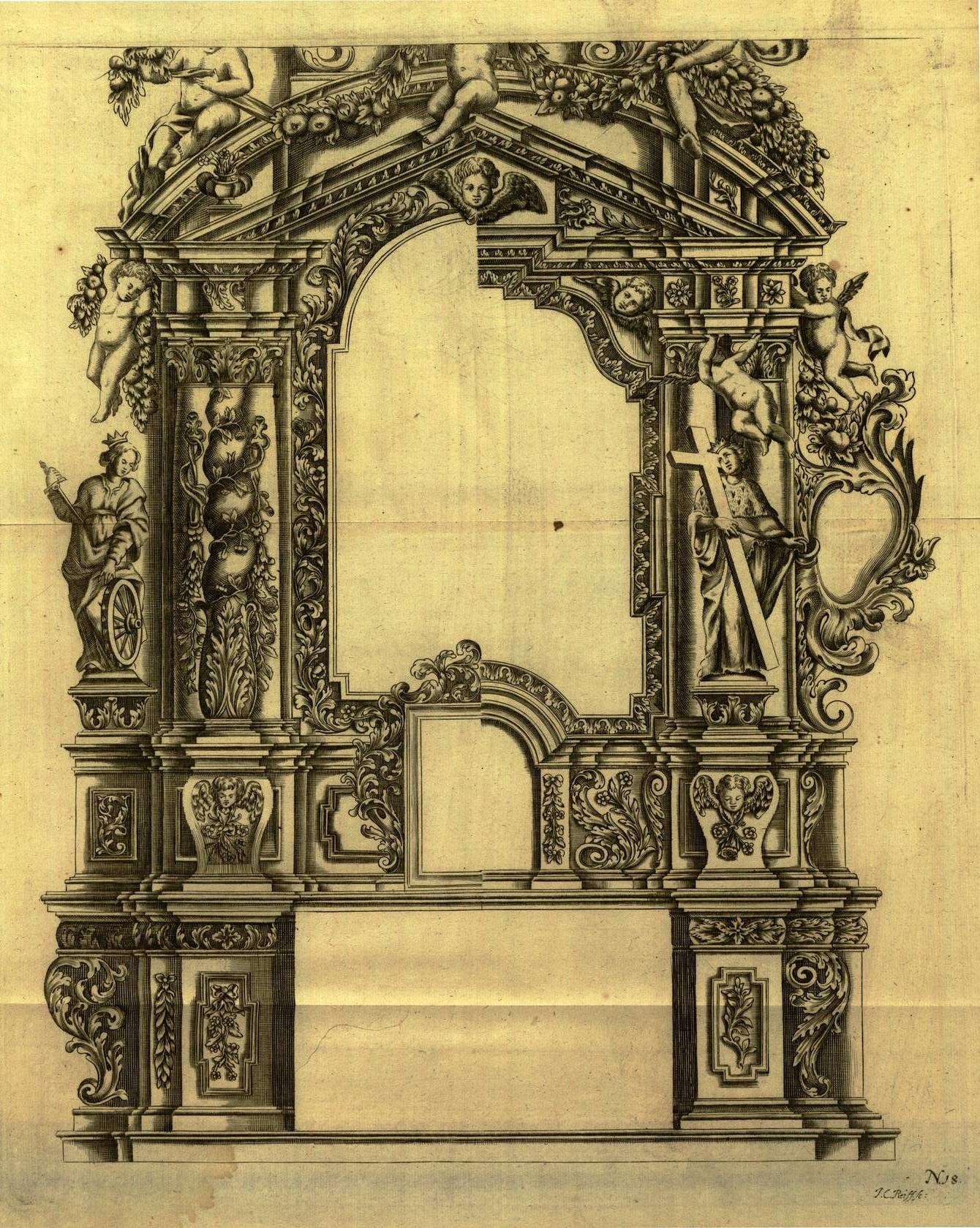
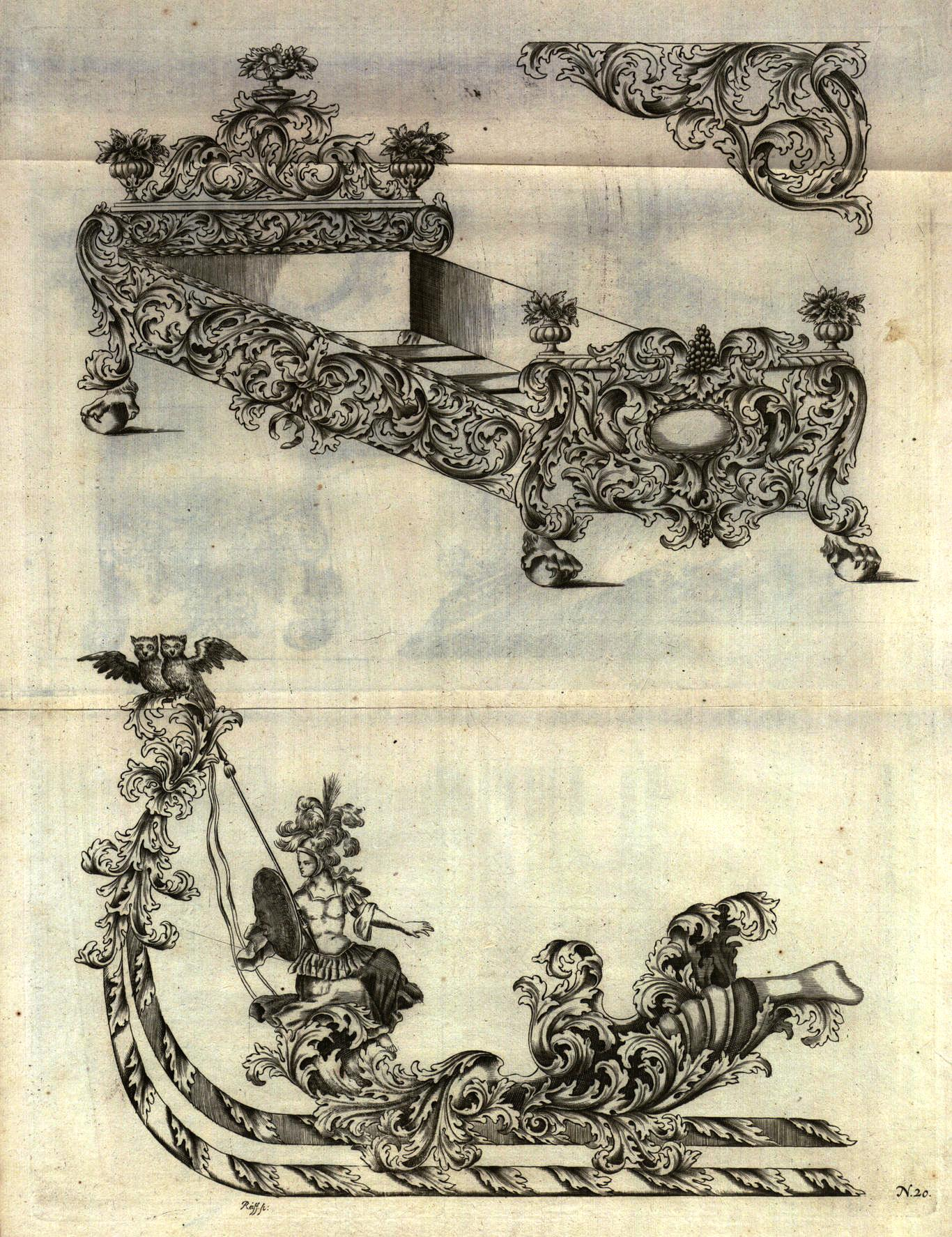
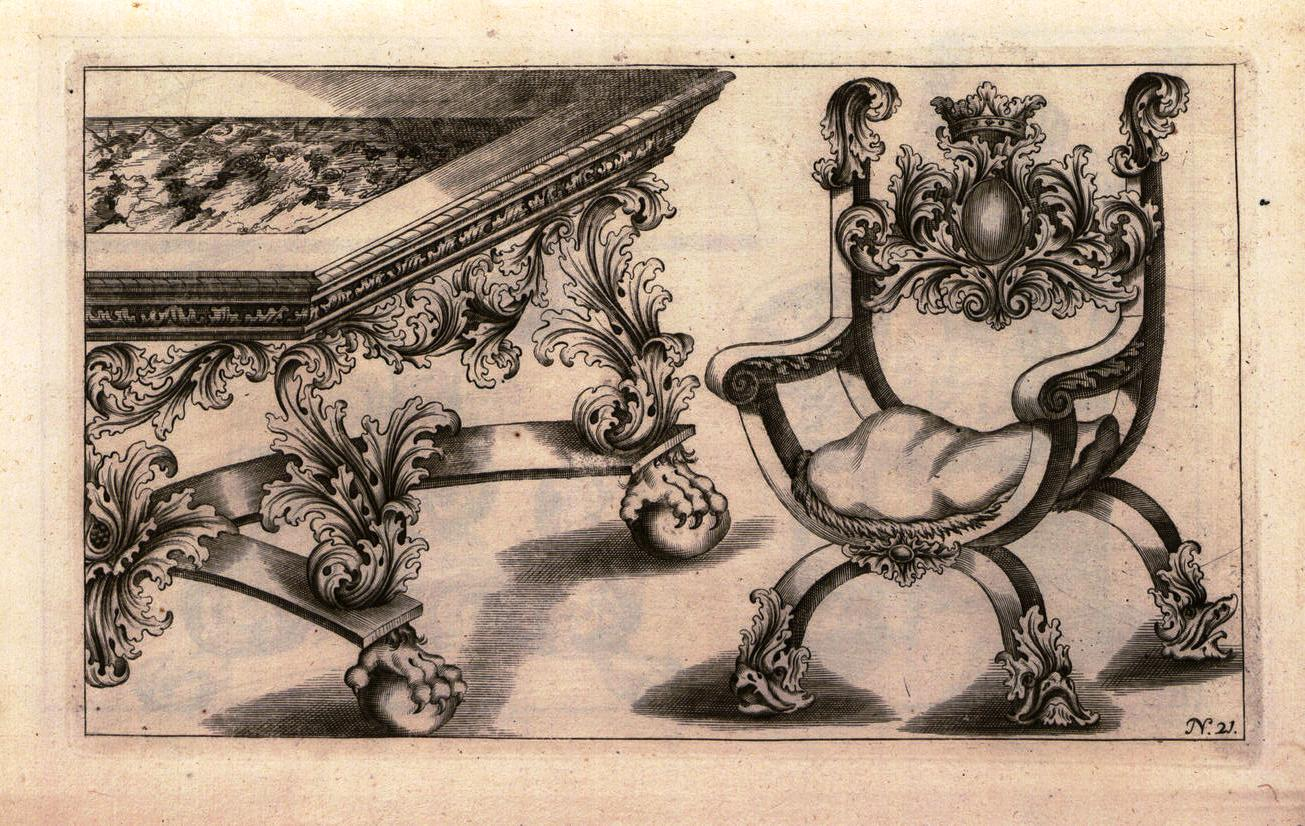
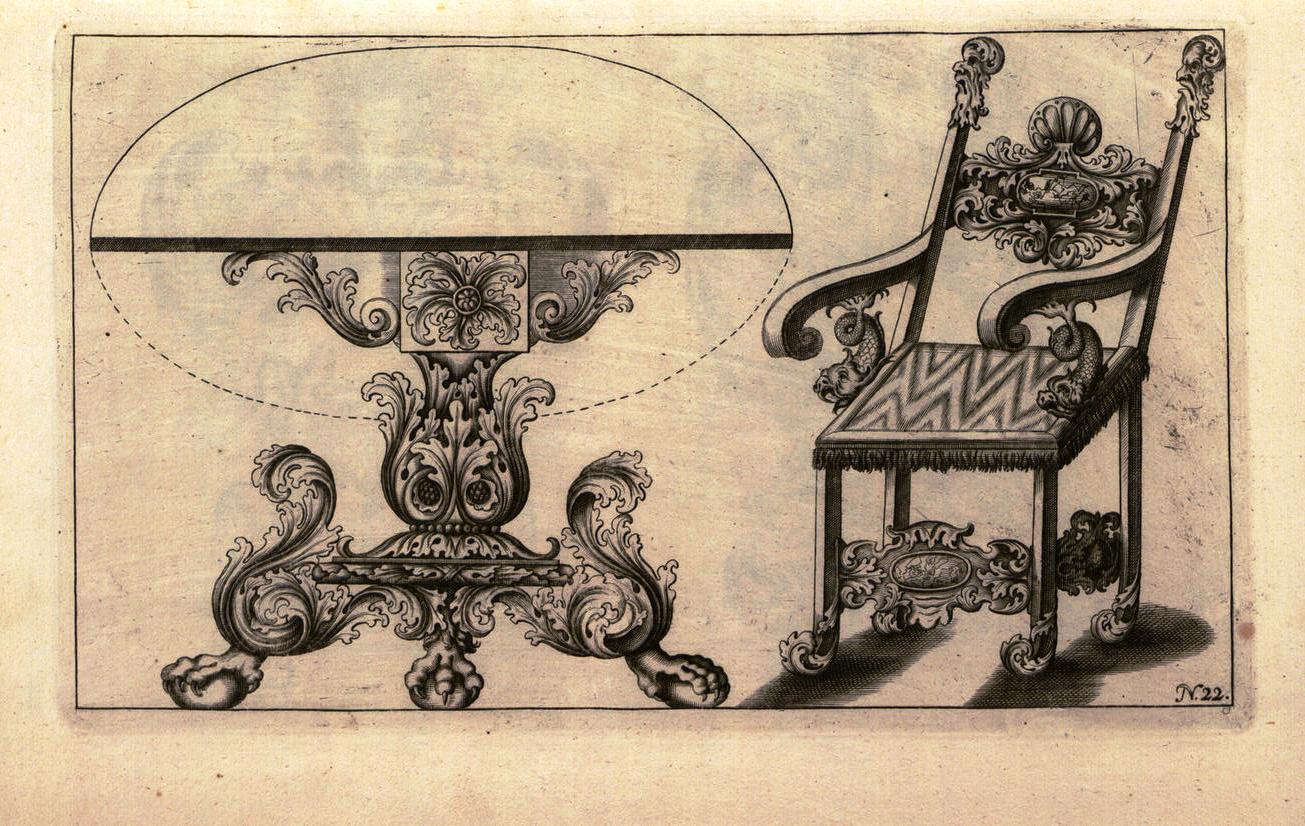
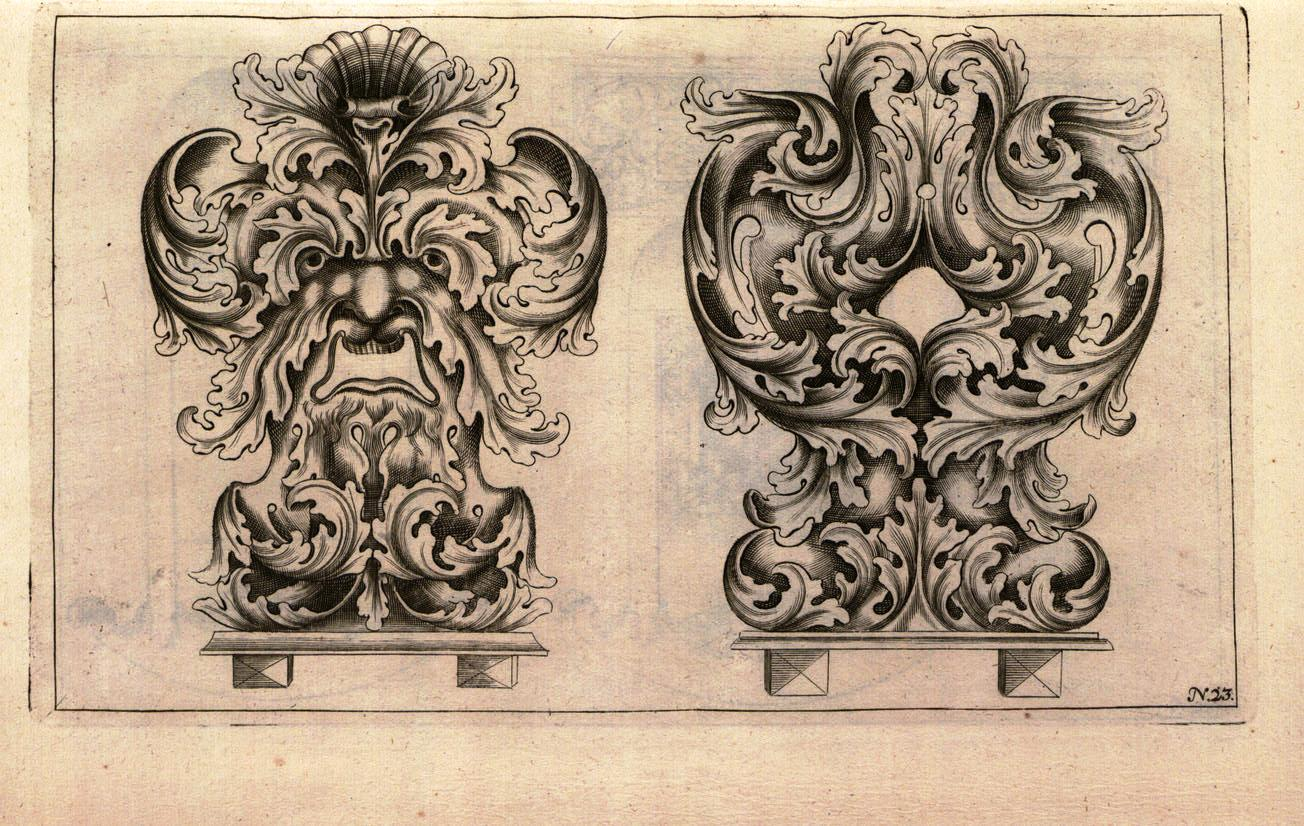